# 2:40-Stunden-Rennen von Road America 2023

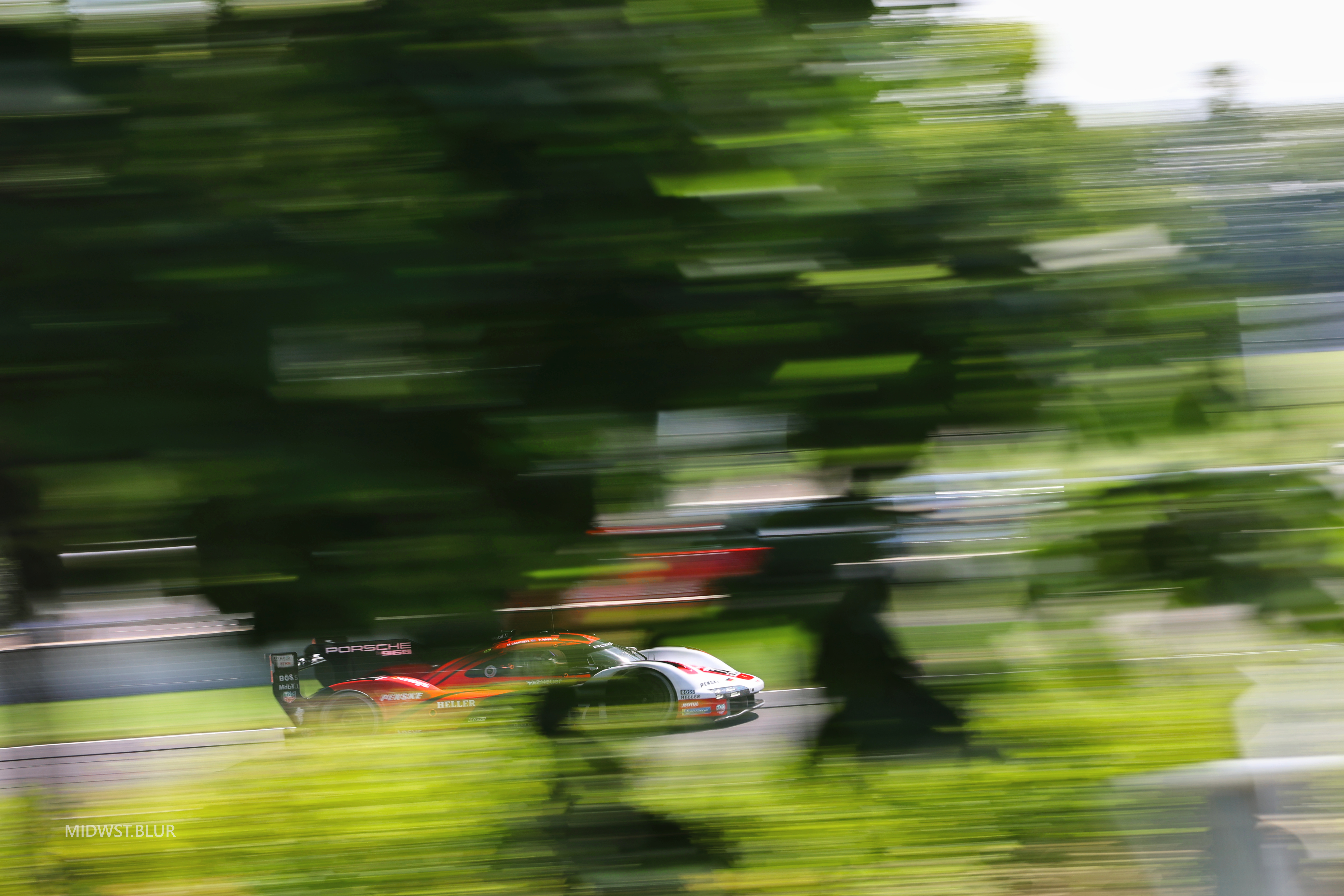
Porsche 963 mit der Startnummer 7; Siegerwagen von Matt Campbell und Felipe Nasr

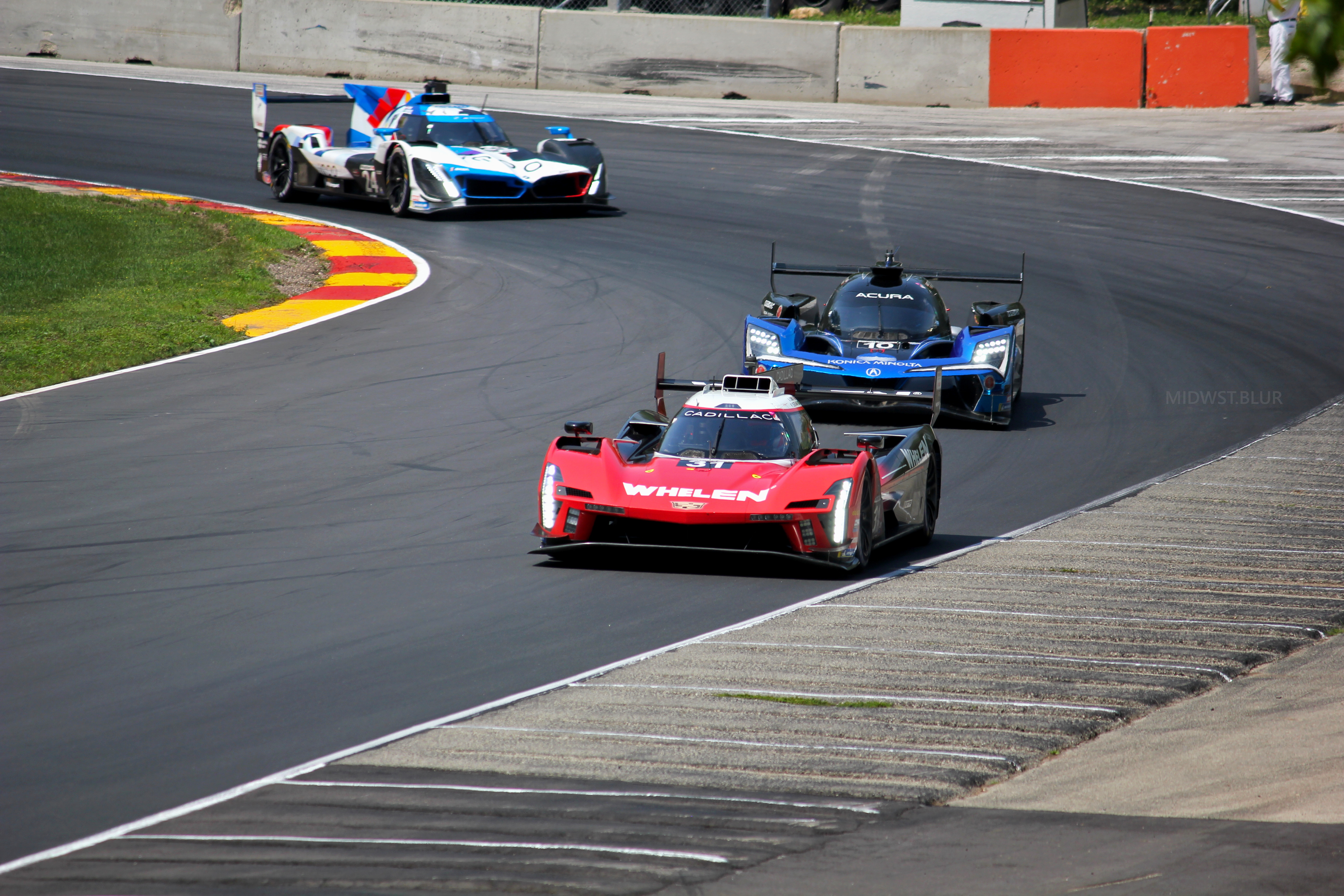
Der Cadillac V-Series.R (#31) von Luís Felipe Derani/Alexander Sims vor dem Acura ARX-06 (#10) von Filipe Albuquerque/Ricky Taylor und dem BMW M Hybrid V8 (#24) von Philipp Eng/Augusto Farfus

Das 2:40-Stunden-Rennen von Road America 2023, auch 2023 IMSA SportsCar Weekend, fand am 6. August auf der Rennstrecke von Road America statt und war der achte Wertungslauf der IMSA WeatherTech SportsCar Championship dieses Jahres.

## Das Rennen
Beim Rennen in Road America gelang dem Team Penske der zweite Saisonsieg mit dem Porsche 963 (auf der Strecke war es der dritte Erfolg, beim 6-Stunden-Rennen von Watkins Glen disqualifizierte die Rennleitung den siegreichen Porsche mit der Nummer 6). Matt Campbell und Felipe Nasr, die einen Start-Ziel-Sieg herausfuhren, profitierten beim Rennbeginn vom Unfall des Trainingsschnellsten Luís Felipe Derani im Warum-UP, der im Cadillac V-Series.R vom letzten Platz aus starten musste. Dazu Matt Campbell: „Für uns war es natürlich ein großer Vorteil, dass wir nach dem Unfall des Cadillac im Warmup von der Poleposition starten durften. Es macht auf dieser Strecke einen sehr großen Unterschied, auf welcher Seite der Fahrbahn der Startplatz liegt. Abseits der Ideallinie ist viel Schmutz, diesen konnten wir als Erste glücklicherweise vermeiden und waren deswegen in den ersten Runden erheblich schneller als die Verfolger.“. Hinter dem Porsche kamen die beiden Acura ARX-06 von Tom Blomqvist/Colin Braun und Filipe Albuquerque/Ricky Taylor als Zweite und Dritte der Gesamtwertung ins Ziel.

## Ergebnisse

### Schlussklassement
| 1           | GTP     | 7  | Porsche Penske Motorsport                   | Matt Campbell Felipe Nasr               | Porsche 963                   | 80 |
| 2           | GTP     | 60 | Meyer Shank Racing with Curb-Agajanian      | Tom Blomqvist Colin Braun               | Acura ARX-06                  | 80 |
| 3           | GTP     | 10 | Wayne Taylor Racing with Andretti Autosport | Filipe Albuquerque Ricky Taylor         | Acura ARX-06                  | 80 |
| 4           | GTP     | 01 | Cadillac Racing                             | Sébastien Bourdais Renger van der Zande | Cadillac V-Series.R           | 80 |
| 5           | GTP     | 5  | JDC Miller MotorSports                      | Tijmen van der Helm Mike Rockenfeller   | Porsche 963                   | 80 |
| 6           | GTP     | 31 | Whelen Engineering Racing                   | Luís Felipe Derani Alexander Sims       | Cadillac V-Series.R           | 80 |
| 7           | GTP     | 6  | Porsche Penske Motorsport                   | Mathieu Jaminet Nick Tandy              | Porsche 963                   | 80 |
| 8           | GTP     | 59 | Proton Competition                          | Gianmaria Bruni Harry Tincknell         | Porsche 963                   | 80 |
| 9           | LMP2    | 52 | PR1 Mathiasen Motorsports                   | Paul-Loup Chatin Ben Keating            | Oreca 07                      | 77 |
| 10          | LMP2    | 35 | TDS Racing                                  | John Falb Giedo van der Garde           | Oreca 07                      | 77 |
| 11          | LMP2    | 11 | TDS Racing                                  | Mikkel Jensen Steven Thomas             | Oreca 07                      | 77 |
| 12          | LMP2    | 8  | Tower Motorsports                           | Louis Delétraz Rodrigo Sales            | Oreca 07                      | 77 |
| 13          | LMP2    | 20 | High Class Racing                           | Dennis Andersen Ed Jones                | Oreca 07                      | 77 |
| 14          | LMP2    | 18 | Era Motorsport                              | Ryan Dalziel Dwight Merriman            | Oreca 07                      | 76 |
| 15          | LMP2    | 04 | CrowdStrike Racing by APR                   | Ben Hanley George Kurtz                 | Oreca 07                      | 76 |
| 16          | LMP3    | 74 | Riley Motorsports                           | Josh Burdon Gar Robinson                | Ligier JS P320                | 75 |
| 17          | LMP3    | 33 | Sean Creech Motorsports                     | João Barbosa Nico Pino                  | Ligier JS P320                | 75 |
| 18          | LMP3    | 13 | AWA                                         | Matthew Bell Orey Fidani                | Duqueine M30 – D08            | 75 |
| 19          | LMP3    | 30 | Jr III Racing                               | Ari Balogh Garett Grist                 | Ligier JS P320                | 75 |
| 20          | LMP3    | 17 | AWA                                         | Wayne Boyd Anthony Mantella             | Duqueine M30 – D08            | 74 |
| 21          | GTD-Pro | 23 | Heart of Racing Team                        | Ross Gunn Alex Riberas                  | Aston Martin Vantage AMR GT3  | 73 |
| 22          | LMP3    | 4  | Ave Motorsports                             | Tõnis Kasemets Seth Lucas               | Ligier JS P320                | 72 |
| 23          | GTD     | 1  | Paul Miller Racing                          | Bryan Sellers Madison Snow              | BMW M4 GT3                    | 72 |
| 24          | GTD     | 70 | Inception Racing                            | Brendan Iribe Frederik Schandorff       | McLaren 720S GT3 Evo          | 72 |
| 25          | LMP3    | 85 | JDC-Miller MotorSports                      | Gerry Kraut Scott Andrews               | Duqueine M30 – D08            | 72 |
| 26          | GTD-Pro | 14 | Vasser Sullivan Racing                      | Ben Barnicoat Jack Hawksworth           | Lexus RC F GT3                | 72 |
| 27          | GTD-Pro | 3  | Corvette Racing                             | Antonio García Jordan Taylor            | Chevrolet Corvette C8.R GTD   | 72 |
| 28          | GTD-Pro | 9  | Pfaff Motorsports                           | Klaus Bachler Patrick Pilet             | Porsche 911 GT3 R (992)       | 72 |
| 29          | GTD     | 32 | Team Korthoff Motorsports                   | Mikaël Grenier Mike Skeen               | Mercedes-AMG GT3 Evo          | 72 |
| 30          | GTD     | 78 | Forte Racing Powered by US RaceTronics      | Misha Goikhberg Loris Spinelli          | Lamborghini Huracán GT3 Evo 2 | 72 |
| 31          | GTD     | 12 | Vasser Sullivan Racing                      | Frankie Montecalvo Aaron Telitz         | Lexus RC F GT3                | 72 |
| 32          | GTD-Pro | 95 | Turner Motorsport                           | Bill Auberlen Chandler Hull             | BMW M4 GT3                    | 72 |
| 33          | GTD     | 27 | Heart of Racing Team                        | Roman De Angelis Marco Sørensen         | Aston Martin Vantage AMR GT3  | 72 |
| 34          | GTD     | 93 | Racers Edge Motorsports with WTR            | Ashton Harrison Mario Farnbacher        | Acura NSX GT3 Evo22           | 72 |
| 35          | GTD     | 91 | Kelly-Moss with Riley                       | Alan Metni Kay van Berlo                | Porsche 911 GT3 R (992)       | 72 |
| 36          | GTD-Pro | 79 | WeatherTech Racing                          | Jules Gounon Daniel Juncadella          | Mercedes-AMG GT3 Evo          | 72 |
| 37          | GTD     | 66 | Gradient Racing                             | Katherine Legge Sheena Monk             | Acura NSX GT3 Evo22           | 72 |
| 38          | GTD     | 80 | AO Racing Team                              | P. J. Hyett Sebastian Priaulx           | Porsche 911 GT3 R (992)       | 72 |
| 39          | GTD     | 92 | Kelly-Moss with Riley                       | David Brule Alec Udell                  | Porsche 911 GT3 R (992)       | 71 |
| Ausgefallen |         |    |                                             |                                         |                               |    |
| 40          | GTD     | 96 | Turner Motorsport                           | Robby Foley Patrick Gallagher           | BMW M4 GT3                    | 71 |
| 41          | GTD     | 77 | Wright Motorsports                          | Alan Brynjolfsson Trent Hindman         | Porsche 911 GT3 R (992)       | 70 |
| 42          | GTP     | 24 | BMW M Team RLL                              | Philipp Eng Augusto Farfus              | BMW M Hybrid V8               | 55 |
| 43          | LMP3    | 29 | Jr III Racing                               | Bijoy Garg Colin Noble                  | Ligier JS P320                | 54 |
| 44          | GTD     | 57 | HTP Winward Racing                          | Philip Ellis Russell Ward               | Mercedes-AMG GT3 Evo          | 15 |
| 45          | GTP     | 25 | BMW M Team RLL                              | Connor De Phillippi Nick Yelloly        | BMW M Hybrid V8               | 4  |

### Nur in der Meldeliste
Zu diesem Rennen sind keine weiteren Meldungen bekannt.

### Klassensieger
| Klasse  | Fahrer           | Fahrer       | Fahrer                       | Fahrzeug   | Platzierung im Gesamtklassement |
| ------- | ---------------- | ------------ | ---------------------------- | ---------- | ------------------------------- |
| GTP     | Matt Campbell    | Felipe Nasr  | Porsche 963                  | Gesamtsieg |                                 |
| LMP2    | Paul-Loup Chatin | Ben Keating  | Oreca 07                     | Rang 9     |                                 |
| LMP3    | Josh Burdon      | Gar Robinson | Ligier JS P320               | Rang 16    |                                 |
| GTD-Pro | Ross Gunn        | Alex Riberas | Aston Martin Vantage AMR GT3 | Rang 21    |                                 |
| GTD     | Bryan Sellers    | Madison Snow | BMW M4 GT3                   | Rang 23    |                                 |

### Renndaten
- Gemeldet: 45
- Gestartet: 45
- Gewertet: 39
- Rennklassen: 5
- Zuschauer: unbekannt
- Wetter am Renntag: trocken und warm
- Streckenlänge: 6,515 km
- Fahrzeit des Siegerteams: 2:41:23,753 Stunden
- Gesamtrunden des Siegerteams: 80
- Gesamtdistanz des Siegerteams: 521,200 km
- Siegerschnitt: unbekannt
- Pole Position: Luís Felipe Derani – Cadillac V-Series.R (#31) – 1:47,730 = 219,310 km/h
- Schnellste Rennrunde: Filipe Albuquerque – Acura ARX-06 (#10) – 1:49,676 = 213,840 km/h
- Rennserie: 8. Lauf zur IMSA WeatherTech SportsCar Championship 2023